# Herbert van Hüllen
Herbert van Hüllen (* 6. März 1910 in Krefeld; † 7. Januar 1977 ebenda) war ein deutscher Ingenieur, Unternehmer, Industrieller und Kommunalpolitiker (CDU). Er war von 1961 bis 1968 Oberbürgermeister der Stadt Krefeld und von 1961 bis 1976 Vorsitzender des Gesamtverbandes der metallindustriellen Arbeitgeberverbände (Gesamtmetall).

## Leben
Herbert van Hüllen besuchte erst eine katholische Volksschule und ab 1921 die Krefelder Oberrealschule (das heutige Fichte-Gymnasium), die er 1930 mit dem Abitur verließ. Er studierte anschließend Maschinenbau an der Technischen Hochschule Karlsruhe. Im Jahr 1935 schloss er das Studium mit dem akademischen Grad eines Diplom-Ingenieurs ab, seine Diplom-Arbeit wurde mit dem Redtenbacher-Preis ausgezeichnet. Nach dem Studium war van Hüllen in dem mittelständischen Unternehmen seines Vaters tätig, der Niederrheinischen Maschinenfabrik Becker & van Hüllen, einem handwerklichen Familienbetrieb. 1937 wurde er Betriebsleiter, ab 1939 war er  persönlich haftender Gesellschafter und Inhaber des wachsenden Unternehmens. Mitte der 1970er Jahre geriet es in finanzielle Schwierigkeiten, ein Darlehen in Höhe von 1 Million DM, das ihm von Kollegen des Gesamtmetall-Verbandes, u. a. von Hanns Martin Schleyer, gewährt wurde, brachte nur für vier Wochen Entlastung.
Nach dem Zweiten Weltkrieg war er Mitbegründer und seit 1950 Vorsitzender der Unternehmerschaft der Eisen-, Metall- und Elektroindustrie am linken Niederrhein und Vorsitzender der Tarifkommission des Verbandes metallindustrieller Arbeitgeberverbände Nordrhein-Westfalens. Bei der Industrie- und Handelskammer Krefeld war er seit 1952 Mitglied der Vollversammlung, wurde 1957 Präsidiumsmitglied und später Vizepräsident der Kammer. Van Hüllen war zudem Mitglied des städtischen Berufsschulausschusses und des Berufsbildungsausschusses der Industrie- und Handelskammer Krefeld.
In den Jahren von 1940 bis 1945 war van Hüllen Ratsherr der Stadt Krefeld. Mitte der 1950er Jahre trat er der CDU bei. Im Jahr 1961 wurde van Hüllen in den Rat der Stadt Krefeld und zum Oberbürgermeister der Stadt gewählt. Er hatte das Bürgermeisteramt vom 6. April 1961 bis zu seinem Rücktritt aus gesundheitlichen Gründen am 30. Mai 1968 inne, Ratsherr und stellvertretender Vorsitzender der CDU-Ratsfraktion blieb er noch bis 1975.
Van Hüllen war von 1961 bis 1976 Vorsitzender des Gesamtverbands der metallindustriellen Arbeitgeberverbände. Er war ab 1962 auch Vizepräsident der Bundesvereinigung der Deutschen Arbeitgeberverbände (BDA). 1974 wurde er Präsident des europäischen Verbands der metallindustriellen Arbeitgeber.
Im März 1970 wurde ihm das Große Bundesverdienstkreuz verliehen, im Oktober 1975 erhielt er den Stern zum Bundesverdienstkreuz. Von der Stadt Krefeld wurde ihm im März 1975 der Ehrenring der Stadt verliehen.
Van Hüllen interessierte sich sehr für den Flugsport und war Träger einer Auszeichnung für Luftsportler. Seine Trauerrede wurde von seinem Weggefährten Hanns Martin Schleyer gehalten.